# Palakkad (distrikt)
Palakkad district är ett distrikt i Indien.   Det ligger i delstaten Kerala, i den södra delen av landet, 2 000 km söder om huvudstaden New Delhi. Antalet invånare är 2 809 934. Arean är 4 480 kvadratkilometer. Palakkad district gränsar till Coimbatore.
Terrängen i Palakkad district är varierad.
Följande samhällen finns i Palakkad district:
- Palakkad
- Mannārakkāt
- Ottappālam
- Shoranūr
- Alatur
- Chittūr
- Cherpulassery
- Mankara